# Telopea speciosissima
Telopea speciosissima е храст, типичен за Нов Южен Уелс, Австралия. С едно или няколко изправени, тънки, малко разклонени стъбла, високи до 3 m.
Листата са дълги от 8 до 28 cm, широки от 20 до 65 mm, с ясно изразени жилки, върхът обикновено е остър до пресечен, краищата са цели или назъбени.
Съцветията са малобройни, всеки с по 90 – 250 цвята; прицветниците са дълги от 5 до 9 cm, яркочервени.
Расте на песъчливи почви.